# The Rocket Record Company
The Rocket Record Company, kortweg Rocket Records, was een platenlabel dat in 1973 werd opgericht door Elton John, samen met onder meer zijn vaste tekstschrijver Bernie Taupin en vaste producent Gus Dudgeon. Het bedrijf dankt haar naam aan de hit "Rocket Man". In de loop der jaren zijn er verschillende platenlabels geweest die als distributielabel opgetreden hebben.
De eerste artiest die bij het label tekende was de groep Stackridge, die twee albums voltooide voor The Rocket Record Company. Het werd ook de thuisbasis van Cliff Richard, Marva Jan Marrow, Neil Sedaka (wiens drie meest succesvolle Amerikaanse albums uit het midden van de jaren '70 bij Rocket zijn uitgegeven), Colin Blunstone, Kiki Dee en de Nederlandse band Solution.
Nadat Elton John in 1976 zijn Britse label DJM verliet, werden zijn platen ook uitgebracht door The Rocket Record Company aan beide kanten van de Atlantische Oceaan. Ook de hitproducent Pete Waterman (bekend van Stock Aitken Waterman) had zijn eerste release bij dit label.
In de Verenigde Staten en Canada bleef John maar een album, Blue Moves, en enkele singles (waaronder "Don't Go Breaking My Heart" en " Sorry Seems to Be the Hardest Word") bij Rocket, waarna hij terugkeerde bij MCA. Op dat moment schakelde The Rocket Record Company de distributie over van MCA naar RCA.
Het label werd begin jaren tachtig in de VS stopgezet en in 1995 opnieuw gelanceerd met Johns album Made in England, gedistribueerd door Island Records. The Big Picture (1997) en "Candle in the Wind 1997" werden in de VS gedistribueerd door A&M Records.
In het VK werden vanaf 1976 de platen van Elton John uitgebracht door The Rocket Record Company. In 1978 verhuisde de distributie naar Phonogram Inc. en vervolgens naar Mercury Records in 1995. Tegen die tijd was John de enige artiest op het label.
In de jaren '20 van de 21e eeuw, heeft het label zich met name toegelegd op managementwerk. Zo werken Ed Sheeran, Anne-Marie en Squeeze samen met Rocket Record Company.